# Zale Parry
Rosalia Parry, detta Zale (Milwaukee, 19 marzo 1933) è un'attrice statunitense.
È considerata una pioniera delle immersioni subacquee.

## Biografia
Zale Parry nacque in Wisconsin nel 1933 in una famiglia di atleti. Suo padre fece parte della squadra olimpica statunitense di atletica. Imparò a nuotare sin da piccola e nel 1947 si iscrisse alla squadra di nuoto della sua scuola.
Nel 1951 iniziò a lavorare come stenografa a Santa Monica, dove conobbe il suo futuro marito Parry Bivens, con il quale condivideva la passione per il nuoto e per le immersioni. Nello stesso periodo divenne insegnante di nuoto presso la sede della Croce rossa di Santa Monica, aiutando i malati affetti da poliomielite.

## Carriera da sommozzatrice
Parry e Bivens progettarono e costruirono la prima camera iperbarica civile della California, che usarono per testare nuove attrezzature subacquee. Insieme furono i primi a completare un'immersione di prova di 300 metri e nel 1953 fondarono la Scientific Underwater Research Enterprises. Come la maggior parte dei pionieri delle immersioni, Parry superò continuamente i suoi limiti e ridefinì i record del nuovo sport. Nel 1954 stabilì un nuovo record femminile di immersioni subacquee di 64 m (209 piedi) mentre testava il boccaglio della valvola di non ritorno Hope-Page in acque libere e, in base al suo successo, l'equipaggiamento che stava testando divenne in seguito una funzione di regolazione standard. La copertura di questo evento fu enorme, inclusa una foto di Parry sulla copertina di Sports Illustrated nel maggio 1955. Sempre nel 1954 Parry fu la terza donna ad ottenere la certificazione per istruttori subacquei della contea di Los Angeles (UICC). Inoltre fu  la prima donna in assoluto a raggiungere i 18 metri senza attrezzature, che all'epoca era la profondità qualificata per i subacquei della squadra di demolizione.

## Carriera da attrice
Zale Parry partecipò a numerose serie TV e programmi televisivi come stuntwoman subacquea. La sua prima apparizione avvenne nella serie televisiva Avventure in fondo al mare, dove alla fine di ogni episodio appariva in un segmento di 5 minuti per promuovere la sicurezza in acqua. Durante le riprese della serie insegnò nozioni di immersioni all'attore Lloyd Bridges. In seguito partecipò alla serie televisiva Viaggio in fondo al mare e comparve in diversi spot pubblicitari e programmi televisivi.

## Riconoscimenti e premi
Parry ricevette il Distinguished Services Award dell'Accademia delle arti e delle scienze subacquee (AUAS) nel 1973, il Reaching Out Award del Diving Equipment & Marketing Association (DEMA) nel 1993 e il Scuba Diver of the Year Award dell'Associazione Scuba nel 1999. È stata inserita sia nella Hall of Fame of Women Divers che nella Hall of Fame of International Scuba Diving e ricopre la posizione di Ambassador At Large per AUAS.

## Filmografia

### Cinema
- Gli arditi degli abissi, regia di Andrew Marton (1958)

### Televisione
- Avventure in fondo al mare, serie TV (1958-1961)
- Viaggio in fondo al mare, serie TV (1964-1968)